# タンパリング
タンパリング（Tampering）は、プロスポーツにおいて特定のチームが協定を破り不法に交渉を行うこと。日本ではプロ野球においてアメリカ英語のタンパリングという表現が用いられるが、イギリス英語ではタッピングアップ（Tapping up）と呼ばれ、サッカーではこの表現が用いられる場合が多い。

## 野球におけるタンパリング
日本プロフェッショナル野球協約では第73条（保留を侵す球団）において全ての保留選手が所属球団以外の球団から交渉を受け、または契約を締結し、所属球団との公式交渉を拒否することを禁止している。保留選手の所属球団は他球団によるタンパリングが行われている疑いのある場合、タンパリングを行った疑いのある球団と選手をコミッショナーに提訴することができる。違反が認定された場合、タンパリングを行った球団と選手は制裁金を科されると共に、双方の契約締結は永久に禁止される。

### タンパリングの事例
カッコ内はタンパリングを認定された球団。
- 別所引き抜き事件（巨人） - 連盟裁定により移籍が認められる。